# Liste der Kulturdenkmäler in Lampertheim
Die folgende Liste enthält die in der Denkmaltopographie ausgewiesenen Kulturdenkmäler auf dem Gebiet  der  Stadt Lampertheim, Bergstraße, Hessen.
Hinweis: Die Reihenfolge der Denkmäler in dieser Liste orientiert sich zunächst an Stadtteilen und anschließend der Anschrift, alternativ ist sie auch nach der Bezeichnung, der vom Landesamt für Denkmalpflege vergebenen Nummer oder der Bauzeit sortierbar.
Kulturdenkmäler werden fortlaufend im Denkmalverzeichnis des Landes Hessen durch das Landesamt für Denkmalpflege Hessen auf Basis des Hessischen Denkmalschutzgesetzes (HDSchG) geführt. Die Schutzwürdigkeit eines Kulturdenkmals hängt nicht von der Eintragung in das Denkmalverzeichnis des Landes Hessen oder der Veröffentlichung in der Denkmaltopographie ab.

Die bisher bekannten Bau- und Kunstdenkmäler hat das Landesamt für Denkmalpflege Hessen in sogenannten Arbeitslisten erfasst. Den Arbeitslisten liegen Erkenntnisse aus Akten, Ortsbegehungen und Denkmalinventaren, jedoch keine neuere systematische Forschung, zugrunde. Die Benehmensherstellung mit der Gemeinde gemäß § 11 Abs. 1 HDSchG ist noch nicht erfolgt.
Das Vorhandensein oder Fehlen eines Objekts in dieser Liste ist keine rechtsverbindliche Auskunft darüber, ob es Kulturdenkmal ist oder nicht: Diese Liste entspricht möglicherweise nicht dem aktuellen Stand der offiziellen Denkmaltopographie. Diese ist für Hessen in den entsprechenden Bänden der Denkmaltopographie Bundesrepublik Deutschland und im Internet unter DenkXweb – Kulturdenkmäler in Hessen einsehbar. Auch diese Quellen sind, obwohl sie durch das Landesamt für Denkmalpflege Hessen aktualisiert werden, nicht immer aktuell, da es im Denkmalbestand immer wieder Änderungen gibt.
Eine verbindliche Auskunft erteilt allein das Landesamt für Denkmalpflege Hessen.
Nutze diese Kartenansicht, um Koordinaten in der Liste zu setzen. In dieser Kartenansicht sind Kulturdenkmale ohne Koordinaten mit einem roten bzw. orangen Marker dargestellt und können in der Karte gesetzt werden. Kulturdenkmale ohne Bild sind mit einem blauen bzw. roten Marker gekennzeichnet, Kulturdenkmale mit Bild mit einem grünen bzw. orangen Marker.

## Kulturdenkmäler der Stadt Lampertheim

### Hofheim
| Bild                                       | Bezeichnung                                       | Lage | Beschreibung                                                                                            | Bauzeit | Objekt-Nr. |
| ------------------------------------------ | ------------------------------------------------- | --- | --- | ------- | ---------- |
| Bild gesucht BW                            | Gesamtanlage Kirchenbereich                       | Gesamtanlage Kirchenbereich Lage                                                                                           | |         | 136357 DDB |
| Bahnwärterhaus, Bahndamm, Eisenbahnbrücken | Bahnwärterhaus, Bahndamm, Eisenbahnbrücken        | Außerhalb-Wetzelhecke 2, Küblinger Damm, Jungaue, Eisenbahn LageFlur: 11, 18, Flurstück: 21, 10, 1/3, 9                    | |         | 136391 DDB |
|                                            |                                                   | Backhausstraße 14 LageFlur: 1, Flurstück: 270                                                                              | |         | 136355 DDB |
| Bild gesucht BW                            | Friedhofskreuz, Gefallenen-Ehrenmäler, Grabsteine | Bahnhofstraße LageFlur: 10, Flurstück: 184/2                                                                               | |         | 136372 DDB |
| weitere Bilder                             | Bahnhofsempfangsgebäude                           | Bahnhofstraße 2 LageFlur: 10, Flurstück: 243/15                                                                            | |         | 136358 DDB |
| Stellwerk- und Schrankenwärtergebäude      | Stellwerk- und Schrankenwärtergebäude             | Bahnhofstraße 2B LageFlur: 10, Flurstück: 243/20                                                                           | |         | 136349 DDB |
|                                            |                                                   | Bahnhofstraße 12 LageFlur: 10, Flurstück: 175                                                                              | |         | 136359 DDB |
| Ev. Friedenskirche                         | Ev. Friedenskirche                                | Bahnhofstraße 22 LageFlur: 10, Flurstück: 182/1                                                                            | |         | 136360 DDB |
| Transformatorengebäude                     | Transformatorengebäude                            | Bahnhofstraße 80 LageFlur: 10, Flurstück: 226/1                                                                            | |         | 136361 DDB |
|                                            |                                                   | Beinstraße 11 LageFlur: 1, Flurstück: 237                                                                                  | |         | 136354 DDB |
| Ehem. Kaufhaus                             | Ehem. Kaufhaus                                    | Beinstraße 28 LageFlur: 1, Flurstück: 313/1                                                                                | |         | 136362 DDB |
| weitere Bilder                             | Eisenbahnbrücken                                  | Eisenbahn, Altrhein, Am Altrhein, Rhein (Gew.I-B), Rinne LageFlur: 18, 20, Flurstück: 10, 29, 32, 35/1, 36/1, 7/1          | umfasst den hessischen Teil der Rheinbrücke Worms einschließlich der Vorlandbrücke über die Maulbeeraue |         | 926570 DDB |
| Ehem. Schule                               | Ehem. Schule                                      | Flatenstraße 31 LageFlur: 1, Flurstück: 305/2                                                                              | |         | 136351 DDB |
| Bild gesucht BW                            | Transformatorengebäude                            | Gartenstraße 3 LageFlur: 2, Flurstück: 281                                                                                 | |         | 136363 DDB |
| Eisenbahnbrücke                            | Eisenbahnbrücke                                   | In der Wetzelshecke, Eisenbahn LageFlur: 18, Flurstück: 11/2, 12, 13/2                                                     | |         | 129556 DDB |
| Stellwerk- und Schrankenwärtergebäude      | Stellwerk- und Schrankenwärtergebäude             | Karlsbader Straße 51 LageFlur: 10, Flurstück: 243/19                                                                       | |         | 136350 DDB |
|                                            |                                                   | Kirchstraße 10 LageFlur: 1, Flurstück: 362/1                                                                               | |         | 136364 DDB |
| weitere Bilder                             | Kath. Pfarrkirche St. Michael                     | Kirchstraße 28, 30 LageFlur: 1, Flurstück: 98, 99                                                                          | |         | 136365 DDB |
|                                            |                                                   | Kirchstraße (vor 28/30) LageFlur: 1, Flurstück: 98                                                                         | |         | 136425 DDB |
| Stauwehr, Schleuse                         | Stauwehr, Schleuse                                | Küblinger Damm, Mönchwiese, An der Rinne, Am Altrhein LageFlur: 3, 19, 20, Flurstück: 326, 327, 110/2, 127/6, 36/1, 38, 39 | |         | 136352 DDB |
| weitere Bilder                             | Altes Rathaus                                     | Lindenstraße 1 LageFlur: 2, Flurstück: 289/2                                                                               | |         | 136356 DDB |
|                                            |                                                   | Lindenstraße 5 LageFlur: 2, Flurstück: 291/1                                                                               | |         | 136366 DDB |
|                                            |                                                   | Lindenstraße 6 LageFlur: 2, Flurstück: 284                                                                                 | |         | 136367 DDB |
| Sachteil Portal                            | Sachteil Portal                                   | Lindenstraße 10 LageFlur: 2, Flurstück: 279                                                                                | |         | 136368 DDB |
|                                            |                                                   | Lindenstraße 16 LageFlur: 2, Flurstück: 274/2                                                                              | |         | 136424 DDB |
| Hofanlage Auhof                            | Hofanlage Auhof                                   | Maulbeeraue 1 LageFlur: 20, Flurstück: 11/2                                                                                | |         | 136389 DDB |
| Bild gesucht BW                            |                                                   | Maulbeeraue Gewann Neun LageFlur: 20, Flurstück: 33                                                                        | Brücke                                                                                                  |         | 926571 DDB |
| Ehem. Lehrerwohnhaus, Neugasse 4           | Ehem. Lehrerwohnhaus, Schule                      | Neugasse 4, Wilhelm-Leuschner-Straße 7 LageFlur: 1, Flurstück: 266/2, 266/4                                                | |         | 136369 DDB |
| weitere Bilder                             | Kath. Pfarrhaus                                   | Pfarrgasse 2 LageFlur: 1, Flurstück: 97                                                                                    | |         | 136370 DDB |
| Ehem. Schule                               | Ehem. Schule                                      | Schulstraße 4 LageFlur: 10, Flurstück: 164/1                                                                               | |         | 136353 DDB |
| Rheinbrücke                                | Rheinbrücke                                       | Vor den Aräckern, In den Aräckern, Bahnlachgraben LageFlur: 16, Flurstück: 107, 82/1, 83                                   | |         | 136428 DDB |
| Eisenbahnbrücke (bei KM 3,63)              | Eisenbahnbrücke (bei KM 3,63)                     | Vordere Rheinweide rechts, Eisenbahn LageFlur: 18, Flurstück: 13/2, 90/5, 91                                               | |         | 136423 DDB |

### Hüttenfeld
| Bild                              | Bezeichnung             | Lage | Beschreibung | Bauzeit | Objekt-Nr. |
| --------------------------------- | ----------------------- | --- | ------------ | ------- | ---------- |
| Bild gesucht BW                   | Gesamtanlage Ortsmitte  | Gesamtanlage Lage |              |         | 136433 DDB |
| Gut Rennhof                       | Gut Rennhof             | Hemsbacher Straße 3, Gut Rennhof LageFlur: 1, Flurstück: 625/5 |              |         | 136375 DDB |
| Hauptverteilerschleuse im Seefeld | Seefeld                 | Im Seefeld, Viernheimer Straße, Schafweide, Landgraben, Im Seefeld 4.Gewann, Im Seefeld 3.Gewann LageFlur: 1, 4, 6, Flurstück: 275/2, 299/5, 641, 22, 16, 22/1, 22/2 |              |         | 136378 DDB |
| Bild gesucht BW                   |                         | Im Seefeld, Im Seefeld beim Hexenbuckel 9.Gewann LageFlur: 1, Flurstück: 218/2, 299/1                                                                                | Brücke       |         | 136438 DDB |
| weitere Bilder                    | Grundschule             | Lampertheimer Straße 4 LageFlur: 1, Flurstück: 21/5 | Seehofschule |         | 136377 DDB |
| weitere Bilder                    | Schloss Rennhof         | Lorscher Straße 1 LageFlur: 1, Flurstück: 621/1 |              |         | 136376 DDB |
|                                   |                         | Lorscher Straße 2 LageFlur: 1, Flurstück: 4 |              |         | 136374 DDB |
| Ehem. Tabakscheune                | Ehem. Tabakscheune      | Seefeldstraße 40 LageFlur: 1, Flurstück: 246/7 |              |         | 136380 DDB |
| weitere Bilder                    | Ev. Gustav-Adolf-Kirche | Viernheimer Straße 42 LageFlur: 1, Flurstück: 628/1 |              | 1924    | 136379 DDB |

### Lampertheim
| Bild                             | Bezeichnung                      | Lage                                                                                    | Beschreibung                   | Bauzeit   | Objekt-Nr. |
| -------------------------------- | -------------------------------- | --------------------------------------------------------------------------------------- | ------------------------------ | --------- | ---------- |
| Gesamtanlage Ernst-Ludwig-Straße | Gesamtanlage Ernst-Ludwig-Straße | Gesamtanlage Ernst-Ludwig-Straße Lage                                                   |                                |           | 136411 DDB |
| Bild gesucht BW                  | Gesamtanlage Römerstraße         | Lage                                                                                    |                                |           | 136406 DDB |
| Stellwerk                        | Stellwerk                        | Alicestraße 65 LageFlur: 10, Flurstück: 187/14                                          |                                |           | 136420 DDB |
|                                  |                                  | Alte Viernheimer Straße 7 LageFlur: 18, Flurstück: 401/1                                |                                |           | 136403 DDB |
|                                  |                                  | Alte Viernheimer Straße 26 LageFlur: 1, Flurstück: 337, 338                             |                                |           | 136404 DDB |
|                                  |                                  | Am Graben 2 LageFlur: 19, Flurstück: 271/1                                              |                                |           | 136405 DDB |
| Tabakschuppen                    | Tabakschuppen                    | Biedensandstraße 3 LageFlur: 3, Flurstück: 3/1                                          |                                |           | 136344 DDB |
| Bild gesucht BW                  |                                  | Biedensandstraße 14, 16 LageFlur: 19, Flurstück: 146/4                                  |                                |           | 136310 DDB |
| weitere Bilder                   | Amtsgericht                      | Bürstädter Straße 1, 3, Ernst-Ludwig-Straße 2 LageFlur: 5, Flurstück: 165/26, 168/4     |                                |           | 136331 DDB |
|                                  |                                  | Bürstädter Straße 6 LageFlur: 5, Flurstück: 532/3                                       |                                |           | 136332 DDB |
|                                  |                                  | Bürstädter Straße 8 LageFlur: 5, Flurstück: 533/3                                       |                                |           | 136333 DDB |
| weitere Bilder                   | Jüdischer Friedhof               | Carl-Ulrich-Straße, Martin-Kärcher-Straße 37 LageFlur: 7, Flurstück: 81/1, 98/8         |                                |           | 136340 DDB |
|                                  |                                  | Domgasse 10 LageFlur: 2, Flurstück: 479/1                                               |                                |           | 136345 DDB |
|                                  |                                  | Ernst-Ludwig-Straße 2 LageFlur: 5, Flurstück: 168/4                                     |                                |           | 136338 DDB |
|                                  |                                  | Ernst-Ludwig-Straße 4 LageFlur: 5, Flurstück: 170/9                                     |                                |           | 136339 DDB |
|                                  |                                  | Ernst-Ludwig-Straße 14 LageFlur: 5, Flurstück: 684/13                                   |                                |           | 136407 DDB |
|                                  |                                  | Ernst-Ludwig-Straße 22 LageFlur: 7, Flurstück: 113/7                                    |                                |           | 136408 DDB |
|                                  |                                  | Ernst-Ludwig-Straße 24 LageFlur: 7, Flurstück: 113/5                                    |                                |           | 136409 DDB |
|                                  |                                  | Ernst-Ludwig-Straße 34 LageFlur: 7, Flurstück: 132/10                                   |                                |           | 136410 DDB |
|                                  |                                  | Ernst-Ludwig-Straße 40 LageFlur: 7, Flurstück: 116/4                                    |                                |           | 136311 DDB |
|                                  |                                  | Ernst-Ludwig-Straße 42 LageFlur: 7, Flurstück: 116/5                                    |                                |           | 136412 DDB |
|                                  |                                  | Ernst-Ludwig-Straße 44 LageFlur: 7, Flurstück: 117/1                                    |                                |           | 136413 DDB |
|                                  |                                  | Ernst-Ludwig-Straße 44A LageFlur: 7, Flurstück: 117/2                                   |                                |           | 136414 DDB |
|                                  |                                  | Ernst-Ludwig-Straße 48 LageFlur: 7, Flurstück: 321/3                                    |                                |           | 136415 DDB |
|                                  |                                  | Erste Neugasse 13, 15 LageFlur: 2, Flurstück: 679/1, 681/1                              |                                |           | 136402 DDB |
| weitere Bilder                   | Bahnhof                          | Eugen-Schreiber-Straße 2 LageFlur: 10, Flurstück: 187/11                                |                                |           | 340175 DDB |
| Kabelhaus                        | Kabelhaus                        | Hinterwald LageFlur: 78, Flurstück: 1/8                                                 |                                |           | 136399 DDB |
| Rottenstein                      | Rottenstein                      | Hochwasserdamm LageFlur: 3, Flurstück: 236/7                                            |                                |           | 136401 DDB |
| Bild gesucht BW                  | Grenzsteinreihe                  | Hochwasserdamm, Bachgrund, Altrhein LageFlur: 3, 19, 87, Flurstück: 236/23, 423/15, 3/1 |                                |           | 136400 DDB |
| weitere Bilder                   | Ev. Pfarrkirche (Domkirche)      | Kaiserstraße 2 LageFlur: 2, Flurstück: 462/5                                            | Domkirche im neugotischen Stil |           | 136308 DDB |
| Schillerschule                   | Schillerschule                   | Kaiserstraße 28 LageFlur: 5, Flurstück: 483/17                                          |                                |           | 136334 DDB |
| Gasthof Wacker                   | Gasthof Wacker                   | Kaiserstraße 33 LageFlur: 5, Flurstück: 185/1                                           |                                |           | 136335 DDB |
|                                  |                                  | Kaiserstraße 43 LageFlur: 5, Flurstück: 447/2                                           |                                |           | 136336 DDB |
|                                  |                                  | Kaiserstraße 45 LageFlur: 5, Flurstück: 447/1                                           |                                |           | 136337 DDB |
|                                  |                                  | Karlstraße 11A LageFlur: 7, Flurstück: 127/8                                            |                                |           | 136416 DDB |
|                                  |                                  | Karlstraße 16 LageFlur: 7, Flurstück: 141/6, 141/7                                      |                                |           | 136417 DDB |
|                                  |                                  | Karlstraße 17 LageFlur: 7, Flurstück: 130/1                                             |                                |           | 136418 DDB |
| Rottenhaus                       | Rottenhaus                       | Küblinger Damm 85 LageFlur: 10, Flurstück: 14                                           |                                |           | 136398 DDB |
|                                  |                                  | Martin-Kärcher-Straße 37 LageFlur: 7, Flurstück: 98/8                                   |                                |           | 136419 DDB |
|                                  |                                  | Martin-Kärcher-Straße 40 LageFlur: 5, Flurstück: 462/6                                  |                                |           | 136435 DDB |
|                                  |                                  | Neuschloßstraße 2 LageFlur: 1, Flurstück: 211/2                                         |                                |           | 136392 DDB |
|                                  |                                  | Römerstraße 11 LageFlur: 1, Flurstück: 185/2                                            |                                |           | 136312 DDB |
| Haus Herweck                     | Haus Herweck                     | Römerstraße 12 LageFlur: 18, Flurstück: 418/1                                           |                                | 1738      | 136313 DDB |
| weitere Bilder                   | Heimatmuseum Lampertheim         | Römerstraße 21 LageFlur: 1, Flurstück: 173                                              |                                |           | 136314 DDB |
|                                  |                                  | Römerstraße 26, 26A LageFlur: 18, Flurstück: 427/4, 427/5                               |                                |           | 136315 DDB |
| Ehem. ev. Schule                 | Ehem. ev. Schule                 | Römerstraße 35 LageFlur: 1, Flurstück: 154/1                                            |                                |           | 136316 DDB |
| Ehem. kath. Schule               | Ehem. kath. Schule               | Römerstraße 39 LageFlur: 1, Flurstück: 154/1                                            |                                |           | 136317 DDB |
|                                  |                                  | Römerstraße 44 LageFlur: 18, Flurstück: 438/9                                           |                                |           | 136390 DDB |
| Zehntscheuer                     | Zehntscheuer                     | Römerstraße 51 LageFlur: 1, Flurstück: 129/2                                            |                                |           | 136318 DDB |
|                                  |                                  | Römerstraße 52 LageFlur: 18, Flurstück: 445/1                                           |                                |           | 136393 DDB |
| weitere Bilder                   | Ehem. Rentamt                    | Römerstraße 61 LageFlur: 1, Flurstück: 128/1                                            |                                |           | 136319 DDB |
| Kath. Pfarrhaus                  | Kath. Pfarrhaus                  | Römerstraße 73 LageFlur: 2, Flurstück: 435/1, 436                                       |                                |           | 136320 DDB |
|                                  |                                  | Römerstraße 83 LageFlur: 2, Flurstück: 433/3, 434/2                                     |                                |           | 136321 DDB |
|                                  |                                  | Römerstraße 85 LageFlur: 2, Flurstück: 415/7                                            |                                |           | 136322 DDB |
|                                  |                                  | Römerstraße 87 LageFlur: 2, Flurstück: 415/2                                            |                                |           | 136323 DDB |
| Ev. Pfarrhaus                    | Ev. Pfarrhaus                    | Römerstraße 94 LageFlur: 19, Flurstück: 40/1                                            |                                |           | 136324 DDB |
|                                  |                                  | Römerstraße 96 LageFlur: 19, Flurstück: 41/5                                            |                                |           | 136421 DDB |
|                                  |                                  | Römerstraße 98 LageFlur: 19, Flurstück: 42                                              |                                |           | 136325 DDB |
| weitere Bilder                   | Rathaus                          | Römerstraße 104 LageFlur: 19, Flurstück: 66/1                                           |                                |           | 136309 DDB |
| Wegekreuz                        | Wegekreuz                        | Römerstraße 106, 108 LageFlur: 19, Flurstück: 67                                        |                                |           | 136387 DDB |
| weitere Bilder                   | Kath. Pfarrkirche St. Andreas    | Römerstraße 106, 108, 110 LageFlur: 19, Flurstück: 63/4, 67, 68                         |                                | 1770/1771 | 136307 DDB |
|                                  |                                  | Römerstraße 112 LageFlur: 19, Flurstück: 69/7                                           |                                |           | 136326 DDB |
|                                  |                                  | Römerstraße 114 LageFlur: 19, Flurstück: 69/7                                           |                                |           | 136341 DDB |
| Gasthof „Alte Kelter“            | Gasthof „Alte Kelter“            | Römerstraße 123 LageFlur: 2, Flurstück: 369/2                                           |                                |           | 136342 DDB |
|                                  |                                  | Römerstraße 125 LageFlur: 2, Flurstück: 366/1                                           |                                |           | 136343 DDB |
|                                  |                                  | Römerstraße 126 LageFlur: 19, Flurstück: 75/1                                           |                                | 1717      | 136327 DDB |
| Bild gesucht BW                  |                                  | Römerstraße 134 LageFlur: 19, Flurstück: 85                                             |                                |           | 136328 DDB |
|                                  |                                  | Weidweg 8 LageFlur: 19, Flurstück: 322/13                                               | Ehrenmal                       |           | 136441 DDB |
|                                  |                                  | Wilhelmstraße 13 LageFlur: 1, Flurstück: 65                                             |                                |           | 136329 DDB |
| Hofanlage                        | Hofanlage                        | Wilhelmstraße 17, 17A LageFlur: 1, Flurstück: 61/2, 61/3                                |                                |           | 136397 DDB |
|                                  |                                  | Wilhelmstraße 21 LageFlur: 1, Flurstück: 55/2                                           |                                |           | 136330 DDB |
|                                  |                                  | Wilhelmstraße 60 LageFlur: 2, Flurstück: 490/1                                          |                                |           | 136347 DDB |
|                                  |                                  | Wilhelmstraße 75 LageFlur: 2, Flurstück: 546/1                                          |                                |           | 136348 DDB |
|                                  |                                  | Wilhelmstraße 77 LageFlur: 2, Flurstück: 549/2                                          |                                |           | 136346 DDB |
| Wegekreuz                        | Wegekreuz                        | Wormser Straße 146 LageFlur: 3, Flurstück: 176/2                                        |                                |           | 136388 DDB |

### Neuschloß
| Bild                                                                   | Bezeichnung                                                            | Lage                                                                 | Beschreibung | Bauzeit   | Objekt-Nr. |
| ---------------------------------------------------------------------- | ---------------------------------------------------------------------- | -------------------------------------------------------------------- | ------------ | --------- | ---------- |
| Forstgehöft                                                            | Forstgehöft                                                            | Außerhalb Wildbahn 1 LageFlur: 91, Flurstück: 1/1                    |              |           | 136396 DDB |
| Versuchs- und Lehrbetrieb für Waldarbeit und Forsttechnik, Grenzsteine | Versuchs- und Lehrbetrieb für Waldarbeit und Forsttechnik, Grenzsteine | Außerhalb Wildbahn 2, Wildbahn LageFlur: 91, Flurstück: 10/27, 10/30 |              |           | 136395 DDB |
| Forsthaus, ehem. Direktorenwohnhaus                                    | Forsthaus, ehem. Direktorenwohnhaus                                    | Forsthausstraße 5 LageFlur: 13, Flurstück: 158/1                     |              |           | 136381 DDB |
| Ehem. Werkskantine                                                     | Ehem. Werkskantine                                                     | Forsthausstraße 7 LageFlur: 13, Flurstück: 148/5                     |              |           | 136382 DDB |
| weitere Bilder                                                         | Sog. Beamtenbau des ehem. Jagdschlosses                                | Forsthausstraße 9 LageFlur: 13, Flurstück: 147/106                   |              | 1463–1468 | 136437 DDB |
| Grenzstein                                                             | Grenzstein                                                             | Hinterwald LageFlur: 73, Flurstück: 1                                |              |           | 136439 DDB |
| Hausenstein                                                            | Hausenstein                                                            | Hinterwald LageFlur: 75, Flurstück: 1                                |              |           | 137252 DDB |

### Rosengarten
| Bild                   | Bezeichnung            | Lage                                                            | Beschreibung                       | Bauzeit   | Objekt-Nr. |
| ---------------------- | ---------------------- | --------------------------------------------------------------- | ---------------------------------- | --------- | ---------- |
| Schießhof              | Schießhof              | Am Küblinger Damm 5 LageFlur: 6, Flurstück: 8/4                 |                                    |           | 136430 DDB |
| weitere Bilder         | Bahnhof Rosengarten    | Froschwörth LageFlur: 11, Flurstück: 34                         |                                    |           | 136429 DDB |
| 3 Grenzsteine          | 3 Grenzsteine          | Froschwörth LageFlur: 11, Flurstück: 34                         |                                    |           | 136394 DDB |
| weitere Bilder         | Nibelungenbrücke       | Nibelungenbrücke (B47), Rhein LageFlur: 11, Flurstück: 12/1, 29 |                                    | 1951-1953 | 136386 DDB |
| Transformatorengebäude | Transformatorengebäude | Nibelungenstraße 1 LageFlur: 11, Flurstück: 1/1                 |                                    |           | 136385 DDB |
| Kilometerstein         | Kilometerstein         | Nibelungenstraße 165 LageFlur: 1, Flurstück: 146                |                                    |           | 136384 DDB |
|                        |                        | Wingertsgewann 5 LageFlur: 1, Flurstück: 139/2                  |                                    |           | 136432 DDB |
| Friedhof               | Friedhof               | Zigeunerwäldchen LageFlur: 11, Flurstück: 3/2                   | Weltkriegs-Ehrenmal (2. Weltkrieg) |           | 136431 DDB |